# Rojé Stona
Rojé Stona, né le 26 février 1999, est un athlète jamaïcain spécialiste du lancer du disque. Il bat le record olympique de la discipline et obtient la médaille d'or lors des Jeux olympiques d'été de 2024 à Paris avec un lancer à 70,0 mètres.

## Jeunesse
Il grandit à Spanish Town, en Jamaïque. Il fréquente l'université de Clemson et l'université de l'Arkansas,.

## Carrière
Il remporte l'or au disque aux championnats NACAC U23 2019 au Mexique puis l'argent aux Championnats NACAC U23 2021 derrière son compatriote Kai Chang.
Il participe aux championnats du monde d'athlétisme 2023 à Budapest et réalise un meilleur lancer à 62,57 mètres.
En avril 2024, il obtient sa place aux Jeux olympiques d'été de 2024 en terminant deuxième au Oklahoma Throws Series World Invitational, avec un record personnel de 69,05 m.
Il est invité aux camps de recrutements par deux équipes de la NFL, les Packers de Green Bay Packers et les Saints de la Nouvelle-Orléans, bien qu'il n'ait pas joué au football américain en compétition à l'université. 
Il remporte l'épreuve de lancer du disque au Grand Prix de Los Angeles en mai 2024 avec un lancer de 66,93 mètres. En juillet 2024, il est officiellement sélectionné dans l'équipe jamaïcaine aux JO de Paris 2024. Aux Jeux olympiques, il remporte la médaille d'or en établissant un nouveau record olympique à 70,0 mètres.

## Palmarès
| Date | Compétition     | Lieu  | Résultat | Marque  |
| ---- | --------------- | ----- | -------- | ------- |
| 2024 | Jeux olympiques | Paris | 1er      | 70,00 m |

## Records
| Épreuve          | Performance | Lieu   | Date        |
| ---------------- | ----------- | ------ | ----------- |
| Lancer du disque | 70,00 m     | Paris  | 7 août 2024 |
| Lancer du poids  | 20,48 m     | Boston | 9 mars 2024 |